# 연방항공국

FAA 마크

미국 연방항공국(聯邦航空局, Federal Aviation Administration, FAA)은 미국 교통부의 예하 항공 전문 기관으로 항공수송의 안전 유지를 담당한다. 미국 내에서의 항공기의 개발, 제조, 수리, 운행 허가 등은 이곳의 승인 없이는 실시할 수 없다. 항공사에 대한 감찰, 감리, 비행승인, 안전도 등 항공기와 관련한 거의 모든 업무를 담당한다. 거의 대부분의 항공사들은 FAA의 규정을 따라야 여객업무가 가능하다.

## 설립의 경위
1956년 그랜드 캐니언 상공 21,000피트에서 트랜스월드 항공과 유나이티드 항공 항공기가 충돌해 추락하여 양 비행기에 타고 있던 승무원 승객 128명 전원이 사망하는 사고가 발생했다. 이 사고로 인해 1958년에 연방 항공법 제정되어 이를 근거로 항공수송의 안전을 유지하는 기관으로 설립되었다.

## 업무
항공 관제 업무, 민간 항공기의 안전 향상(항공기의 설계, 승무원의 훈련, 기체의 정비 계획), 민간 항공기술의 개발 지원, 민간 및 국가 우주 항공에 관한 기술개발이 있어 주로 항공기를 대상으로 업무를 수행한다. 또한 로켓, 인공위성을 취급하는데 FAA-AST(Administrator for Commercial Space Transportation)가 관련 기관이다.

## 같이 보기
- 미국 연방항공규정